# Teuscheria horichiana
Teuscheria horichiana là một loài thực vật có hoa trong họ Lan. Loài này được Jenny & Braem miêu tả khoa học đầu tiên năm 1987.